# المقاومة اليهودية في أوروبا في ظل الاحتلال الألماني

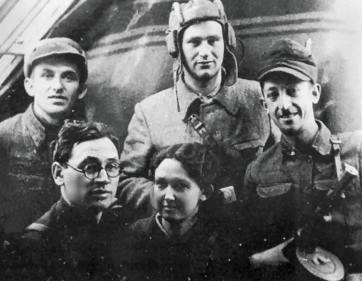
جماعة المقاومة اليهودية في بيلاروسيا 1943

اتخذت المقاومة اليهودية في ظل الحكم النازي أشكالًا مختلفة من حركات المقاومة المنظمة التي وصفت بحركات تحت الأرض، وقد قام بها اليهود ضد أنظمة الاحتلال الألمانية في أوروبا خلال الحرب العالمية الثانية. وفقًا للمؤرخ يهودا باور، عرَّفت المقاومة اليهودية على أنها الإجراءات التي اتُخذت ضد جميع القوانين والإجراءات التي قام بها الألمان. يرتبط المصطلح بشكل خاص بالهولوكوست ويشمل العديد من الردود الاجتماعية المختلفة التي قام بها المضطهدون، بالإضافة إلى عمليات المقاومة التي قام بها اليهود السلمية منها والمسلحة.
لم تكن المقاومة العسكرية الفعالة للحل الأخير متاحةً للكثير من اليهود، نظرًا للقوة العسكرية لألمانيا النازية وحلفائها، إضافةً إلى النظام الإداري المتمثل في عزل وعداء شرائح مختلفة من السكان المدنيين. ومع ذلك، قامت العديد من محاولات المقاومة بشكل أو بآخر بما في ذلك أكثر من مائة انتفاضة يهودية مسلحة. من الناحية التاريخية، تعتبر دراسة المقاومة اليهودية للحكم الألماني جانبًا مهما.

## المفاهيم والتعاريف
جادل المؤرخ جوليان جاكسون بوجود ثلاثة أشكال متمايزة من المقاومة اليهودية في سياق دراسته للاحتلال الألماني لفرنسا:
«يمكن للمرء أن يميز بين ثلاث فئات من المقاومة اليهودية: أولاً: الأفراد اليهوديون الفرنسيون في المقاومة العامة؛ ثانيًا: المنظمات المخصصة لليهود في المقاومة العامة؛ ثالثًا: منظمات المقاومة (التي لا تضم بالضرورة يهودًا فقط) ذات الأهداف المخصصة لليهود».
يعرّف مارتن غيلبرت في كتابه الهولوكوست: المأساة اليهودية المقاومة اليهودية بشكل أوسع:
«في كل غيتو، في كل قطار ترحيل، في كل معسكر أشغال، حتى في معسكرات الإبادة، كانت إرادة المقاومة قوية، واتخذت أشكالًا عديدة. القتال بالأسلحة القليلة المتوفرة، وحركات التحدي والاحتجاج الفردية، والشجاعة في الحصول على الطعام والماء تحت وطأة التهديد بالموت، شموخهم برفضهم السماح للألمان بتحقيق رغبتهم الأخيرة في الشماتة من الذعر واليأس.

حتى المقاومة السلمية كانت شكل من أشكال المقاومة. الموت بكرامة شكل من أشكال المقاومة. مقاومة قوى الشر المحبطة والوحشية، ورفض التصغير إلى مستوى الحيوانات، والعيش في العذاب، والصمود أمام الجلادين، كانت أيضًا أعمالًا مقاومة. إن مجرد الإدلاء بالشهادة على هذه الأحداث كان، في النهاية، مساهمةً في النصر. مجرد البقاء على قيد الحياة كان انتصارًا للروح البشرية».
دعم يهودا باور هذا الرأي، و كتب أن مقاومة النازيين لم تشمل فقط المعارضة الجسدية، بل أي نشاط يمنح الشعب اليهودي الكرامة والإنسانية على الرغم من الظروف المهينة وغير الإنسانية. يعارض باور الرأي السائد بأن معظم اليهود ذهبوا إلى موتهم مستسلمين - «كما تساق الأغنام إلى الذبح». يجادل بأنه، عند النظر إلى الظروف التي عاش في ظلها يهود أوروبا الشرقية وتحملوها، فإن ما يثير الدهشة ليس قلة حركات المقاومة، وإنما مقدار المقاومة التي حصلت».[بحاجة لمصدر]

## أنواع المقاومة

### الغيتوات أثناء الاحتلال الألماني لبولندا
في عام 1940، منعت الصحف البولندية السرية من الوصول إلى غيتو وارسو، وكانت الصحيفة الوحيدة التي سمح بجلبها إلى حدود الغيتو هي الجريدة الدعائية للحكومة العامة غازيتا جيدوفسكا. نتيجةً لذلك، قام يهود الغيتو في الفترة بين مايو عام 1940 تقريبًا حتى أكتوبر عام 1941، بنشر صحفهم السرية الخاصة بهم وقدموا أخبارًا متفائلة بشأن الحرب وآفاقا للمستقبل. نشر أبرز هذه الصحف علي يد الحزب الاشتراكي اليهودي والحركة العمالية الصهيونية. شكلت هاتان المجموعتان تحالفًا لكن لم تمتلكا أية أسلحة. رثت هذه الصحف مذبحة الحرب، لكنها لم تشجع غالبًا المقاومة المسلحة.
اعتمد اليهود المقاومة غير المسلحة في أوروبا الشرقية بشكل رئيسي؛ على سبيل المثال، قام شباب يهود بتهريب الطعام أو أخذ الناس سراً عبر الغابات في معسكرات الموت في سوبيبور وتريبلينكا، بينما استخدموا المقاومة المسلحة في أوروبا الغربية. بين أبريل ومايو عام 1943، حمل الرجال والنساء اليهود في غيتو وارسو السلاح وتمردوا على النازيين بعد أن اتضح أن الألمان كانوا يرحلون الباقين من سكان الغيتو إلى معسكر تريبلينكا للإبادة. حارب يهود وارسو من أفراد منظمة القتال اليهودية والاتحاد العسكري اليهودي الألمان، بالقليل من الأسلحة اليدوية الصغيرة وزجاجات المولوتوف، كما هاجمت منظمات المقاومة البولندية السرية من الخارج دعمًا لهم. بعد قتال عنيف، قامت القوات الألمانية التي كانت متفوقة بشكل كبير بتهدئة غيتو وارسو وقامت بقتل أو ترحيل جميع السكان المتبقين إلى مراكز القتل النازية. زعم الألمان أنهم فقدوا 18 قتيلاً و 85 جريحًا، لكن هذا الرقم محل خلاف، حيث قدر زعيم المقاومة ماريك إديلمان إصابة 300 جندي ألماني. قُتل حوالي 13000 يهودي، ورحل 56885 منهم إلى معسكرات الاعتقال. كان السببان الرئيسيان لفشل اليهود في المقاومة أثناء مغادرتهم للغيتوات: جيش النازيين القوي وأيضًا، صعوبة قيامهم بمقاومة مسلحة لأنهم كانوا بحاجة إلى دعم من أطراف أخرى ولأنهم لم يتمكنوا من الحصول على السلاح عندما كانوا في الغيتوات.
حدثت العديد من الانتفاضات في الغيتوات الكبرى منها والثانوية، لكن معظمها فشل. تتضمن بعض انتفاضات الغيتوات انتفاضة غيتو بياليستوك وانتفاضة غيتو تشيستوغوفا. حدثت الانتفاضات في خمس مدن رئيسية و 45 بلدة ريفية.

### معسكرات الاعتقال
بذلت جهود كبيرة للمقاومة في ثلاثة من معسكرات الإبادة.
- في أغسطس 1943، اندلعت انتفاضة في معسكر تريبلينكا للإبادة. حصل المشاركون على بنادق وقنابل يدوية بعد أن استخدم شابان مفاتيح مزورة وتسللوا إلى وحدة مستودع الأسلحة. ثم وزعت الأسلحة في أنحاء المعسكر في صناديق القمامة. ولكن، أثناء توزيع الأسلحة، أوقف حارس نازي سجينًا وعثر على أموال مهربة بحوزته. خوفًا من تعرض السجين للتعذيب والتخلي عن الخطة، قرر المنظمون إطلاق الانتفاضة قبل الموعد المحدد دون استكمال توزيع الأسلحة، وإطلاق قنبلة يدوية واحدة - وهي إشارة متفق عليها للانتفاضة. عندئذٍ هاجم السجناء الحراس النازيين بالبنادق والقنابل اليدوية. قُتل العديد من الحراس الألمان والأوكرانيين، واشتعلت النيران في خزان وقود، وأُحرقت ثكنات عسكرية ومستودعات، وتعطلت المركبات العسكرية، وألقيت قنابل يدوية على المقرات الرئيسية لوحدات إس إس. رد الحراس بنيران الرشاشات، وقتل 1500 سجين - لكن 70 سجين تمكنوا من الهرب والحصول على الحرية. طارد الحراس الهاربين على ظهور الخيل وفي السيارات، لكن بعض الفارين كانوا مسلحين، وصدوا الحراس بإطلاق النار. وتوقفت عمليات القتل بالغاز في المخيم لمدة شهر.[9]
- في أكتوبر عام 1943، اندلعت انتفاضة في معسكر الإبادة سوبيبور، بقيادة السجين اليهودي البولندي ليون فيلدهيندلر وأسير الحرب اليهودي السوفيتي ألكسندر بيشيرسكي. قتل السجناء سرًا 12 ضابطًا ألمانيًا من قوات الإس إس، بمن فيهم نائب القائد، وعدد من الحراس الأوكرانيين. على الرغم من أن الخطة أعدت لقتل جميع أعضاء قوات إس إس والخروج من البوابة الرئيسية للمعسكر، اكتشف الحراس عمليات القتل وأطلقوا النار. ثم اضطر السجناء إلى الهرب تحت رمي الرصاص لنيل حريتهم، حيث تمكن ما يقارب 300 من أصل 600 سجين من الهرب من المخيم أحياءً. نجا منهم٥٠-٧٠ سجين أما الباقي فقد قتلوا في حقول الألغام المحيطة أو أعاد الألمان القبض عليهم وقتلهم. مع ذلك فقد أجبرت عملية الهروب النازيين على إغلاق المعسكر، وأنقذوا بذلك أرواحًا لا تحصى.[10]
- في 7 أكتوبر عام 1944، قام الزوندركوماندس اليهود (السجناء الذين بقوا منفصلين عن المعسكر الرئيسي وعملوا في غرف الغاز ومحارق الجثث) في معسكر أوشفيتز للإبادة بالانتفاضة. هرّبت السجينات متفجرات من مصنع الأسلحة، ودُمرت محرقة الجثث الرابعة بشكل جزئي بسبب الانفجار. في هذه المرحلة، انضم إليهم كوماندو البيركينو، الذي تغلب أيضًا على حراسهم وهرب من المجمع. عندئذ حاول السجناء الهروب بشكل جماعي، لكن النيران الكثيفة أوقفتهم. قُتل ثلاثة حراس في الانتفاضة، من ضمنهم أحد  الأوباكابو الذي وضع حياً في الفرن. قُتل جميع الهاربين تقريبا والبالغ عددهم 250 شخصًا. كانت هناك أيضًا خطط دولية للقيام بانتفاضة عامة في أوشفيتز، بالتنسيق مع غارة جوية للحلفاء وهجوم للمقاومة البولندية من الخارج.

وقد اندلعت الانتفاضات في أكثر من 18 معسكرًا للعمل القسري.